# Luzy
Luzy és un municipi de la regió de Borgonya - Franc Comtat, departament del Nièvre.

## Agermanaments
Emmelshausen, Alemanya.